# Ускляй (село)
Ускляй — село в составе  Плодопитомнического сельского поселения Рузаевского района Республики Мордовия.

## География
Находится на расстоянии примерно 6 км на юго-восток по прямой от районного центра города Рузаевка.

## История
Известно с XVIII века, в 1869 года было учтено как владельческое село Инсарского уезда из 102 дворов, название по местной речке. С 1826 года в селе действовала каменная Спасская церковь.В 2023 году проведен газ. С лета 2023 года до зимы был проведён ремонт автодороги до села. .

## Население
Постоянное население составляло 36 человек (русские 100%) в 2002 году, 33 в 2010 году.